# Aurel Tantea
Aurel Tantea (n. 1880, Suplac – d. 1925, Tinca) a fost delegat al cercului electoral Tinca  la Marea Unire.

## Activitate
avocat